# Бабенки
Бабе́нки — село у Богодухівській міській громаді Богодухівського району Харківської області України.

## Географія
Село Бабенки знаходиться за 1 км на південь від села Крисине. Поруч протікає струмок, який через 1 км впадає в річку Крисинка. На струмку зроблена загата. На відстані 0,5 км знаходиться залізнична станція Сухини.

## Історія
1824 рік — дата заснування.
12 червня 2020 року, відповідно до розпорядження Кабінету Міністрів України № 725-р «Про визначення адміністративних центрів та затвердження територій територіальних громад Харківської області», село увійшло до Богодухівської міської громади.
19 липня 2020 року, в результаті адміністративно-територіальної реформи та ліквідації Богодухівського району (1923—2020), село увійшло до складу новоутвореного Богодухівського району Харківської області.